# Jean-Blaise Adema
Pour les articles homonymes, voir Adema.
Jean-Blaise Adema né le 2 octobre 1861 et mort en 1936, originaire de Saint-Pée-sur-Nivelle, est un prêtre, écrivain et académicien basque français de langue basque et française.

## Biographie
Au Labourd, à la fin du XIXe siècle, est fondée l'école Eskualduna ou de Larresoro, proche de l'hebdomadaire Eskualduna, fondé par nul autre que le directeur du Séminaire de Larressore de cette époque, Arnaud Abbadie. Jean-Blaise Adema comme Jean Hiriart-Urruty, Jean Barbier, Jean Saint-Pierre et Jean Etchepare y forment une équipe d'auteurs. Cette école a pour finalité de donner au labourdin un « sens pratique », c'est-à-dire donner une morphologie et une syntaxe très soignées, pour que quiconque puisse l'employer dans tout type de milieu, autant politique, qu'économique ou religieux.
Jean-Blaise Adema dirige des journaux Eskualduna de 1915 à 1925 et Gure Herria de 1910 à 1918.
Jean-Blaise Adema est également l'oncle de l'écrivain Gratien Adema Zaldubi ou Zalduby,,.

## Académie de la langue basque
Durant le printemps et l'été 1919, les Conseils Provinciaux communiquent à la Société d'études basques leur approbation du Projet de Règlement. Une réunion est alors convoquée pour la constitution de l'Académie de la langue basque, le 21 septembre 1919, au Palais du Conseil Provincial du Guipuscoa, siège d'Eusko Ikaskuntza, à laquelle sont présents Resurreccion Maria Azkue, Arturo Campión, Luis Eleizalde et Julio Urquijo, comme académiciens de plein droit désignés par le Congrès d'études basques, ainsi que huit compromissionnaires dont Jean-Blaise Adema, en tant que représentants des revues et sociétés appuyant la naissance de l'Académie : Txomin Agirre, Pierre Broussain, Ramon Intzagarai, Jose Agerre, Juan Bautista Eguzkitza, Raimundo Olabide et Pierre Lhande.